# Bobby Fischer Against the World
Bobby Fischer Against the World er en  dokumentarfilm om den amerikanske skakstormester og den 11. Verdensmester i skak, Bobby Fischer, udgivet i 2011.
Filmen indeholder interviews med skakspillerene Anthony Saidy, Larry Evans, Sam Sloan, Susan Polgar, Garry Kasparov, Asa Hoffmann, Friðrik Ólafsson m.m.
Den inkluderer også aldrig-før-sete optagelser af VM i skak 1972.

## Medvirkende
- Bobby Fischer – Sig selv
- Boris Spasskij – Sig selv